# ラファエル・アドバンスド・ディフェンス・システムズ
ラファエル・アドバンスド・ディフェンス・システムズ（Rafael Advanced Defense Systems Ltd、(ヘブライ語: רפאל - מערכות לחימה מתקדמות בע"מ, ）は、イスラエルの軍事・防衛関連企業である。ラファエル社などと表記される事も多い。
ラファエル・アーマメント・ディベロップメント・オーソリティー（RAFAEL Armament Development Authority Ltd）の名称でも知られる。
"ラファエル"の名称は、ヘブライ語の"Authority for the Development of Armaments" - רשות לפיתוח אמצעי לחימה の頭文字を繋げた語になっている。
元々イスラエル軍、イスラエル政府に従属する兵器開発部門であったが、2002年に株式会社化された。その後もイスラエルの国有企業として国防省と協力し、各種兵器の開発を行っている。

## 概要
ラファエル社の起源は1948年、第一次中東戦争時に編成されたイスラエル国防軍の技術部門（Science Corps, ヘブライ語の頭文字をとってHEMEDと呼ばれた）である。1952年にダヴィド・ベン＝グリオン首相はScience Corps（HEMED）を二つのグループに分割する事とし、純粋な科学技術研究を行う部門をHEMEDとして継続させ、兵器開発を行う部門をResearch and Design Directorate（ヘブライ語の頭文字をとってEMETと呼ばれた）として分離した。
その後1954年に再度ベン＝グリオン首相により、Research and Design Directorate（EMET）から Authority for the Development of Armaments（RAFAEL）に改名され、1958年にはRafaelと表記されるようになった。
1990年代前半、ラファエル部門は損失を計上しており、このことから株式会社化して業務内容を改善させる事となった。2002年にラファエル・アーマメント・ディベロップメント・オーソリティー（RAFAEL Armament Development Authority Ltd）として株式会社化されたが、同時に国有企業でもあるという状態となっている。
2007年に、ラファエルの社名はラファエル・アーマメント・ディベロップメント・オーソリティーからラファエル・アドバンスド・ディフェンス・システムズ（Rafael Advanced Defense Systems Ltd）に変更された。

## 製品

### 対空ミサイル
- シャフリル - 空対空ミサイル。
- パイソン - 空対空ミサイル。
- ダービー - 空対空ミサイル。
- バラク - 艦対空ミサイル。イスラエル・エアロスペース・インダストリーズとの共同開発。
- SPYDER 地対空ミサイルシステム - パイソン、ダービーの地上発射システム。
- アイアンドーム - カッサームロケット弾迎撃用 防空ミサイルシステム。
- ダビデ・スリング - 対弾道ミサイル用迎撃ミサイルシステム。2015年に実戦配備。デービッドスリング、ダヴィズスリング等とも表記される。別名"スタナー"、"マジックワンド"とも呼ばれる。

### 対地/対戦車ミサイル
- ラズ（英語版） - イスラエル初の国産対地・対艦ミサイル。後にIAI製ガブリエル対艦ミサイルに発展した。
- ポップアイ - 空対地ミサイル。アメリカ軍ではAGM-142として採用。
- スパイス（英語版） - 空対地式、誘導爆弾システム。
- スパイク - 地対地、対戦車ミサイル。
  - ペレフ - スパイク-NLOSミサイルのランチャーをマガフ5（M48A5）の車体に搭載した自走ミサイルランチャー。

### その他
- SIMON ライフルグレネード - ドア破砕用ライフルグレネード（小銃擲弾）。
- MATADOR - 個人携帯式の対戦車ロケットランチャー。
- ブレイザー ERA - 戦車、装甲戦闘車両用の爆発反応装甲。イスラエル・ミリタリー・インダストリーズとの共同開発。
- Armor-Shield-R - ブレイザーの改良型ERA。アメリカ陸軍のM2/M3ブラッドレイに装備されている。
- Armor-Shield-P - 車両用パッシブ式増加装甲。アメリカ海兵隊のAAV7に装着される増加装甲キット（EAAK）として採用されている。
- トロフィー APS - 戦車、装甲戦闘車両用のアクティブ防護システム
- ライトニング - 航空機搭載用の照準ポッド。アメリカ軍ではAN/AAQ-28として採用。
- AN/ASW-55 - ポップアイ (AGM-142) 制御用の航空機搭載ポッド。
- スカイシールド（英語版） - 航空機搭載用ジャミング/ECMポッド。
- ラファエル・オーバーヘッド・ウェポン・ステーション - 装甲戦闘車両用のRWS（遠隔操作式兵装ステーション）
- サムソン RCWS - 装甲戦闘車両用のRWS（遠隔操作式兵装ステーション）
- タイフーン - 艦艇搭載用のRWS（遠隔操作式兵装ステーション）
- トール - サムソン RCWSと共通の架台にレーザー照射装置を搭載したレーザー兵器。IEDの無力化に使用される。
- ゼーブ装輪装甲車 - Hatehof社との共同開発。フォード F-550 ピックアップトラックの車台をベースに装甲車体を搭載した装甲兵員輸送車。
- ゴラン装輪装甲車 - プロテクテッド・ヴィークルズ社との共同開発。アメリカ海兵隊のMRAPプログラム カテゴリーIIの車種の一つに選定された。
- プロテクター USV - 無人水上艇（USV, Unmanned Surface Vehicle）。ミニ・タイフーンRWSを装備する。
- C-PEARL - 艦艇または航空機搭載用の電波探知装置。
- アイアンビーム - 高出力レーザーにより航空機やミサイルの迎撃を行う防空兵器。
- カルメル - 開発中の装軌式小型装甲戦闘車両。2019年に技術デモンストレーター車両を製作したが、IAIが開発事業者に選定された。